# Darian Jenkins
Darian Jenkins, née le 5 janvier 1995 à Murray en Utah, est une footballeuse américaine évoluant au poste d'attaquante au Pride d'Orlando.

## Biographie

### Carrière en club
Darian Jenkins commence à jouer au football à l'âge de 12 ans au Sparta United. Lors de ses études à université de Californie à Los Angeles, elle évolue pendant 3 saisons sous le maillot des Bruins d'UCLA, inscrivant 29 buts en 76 rencontres.
Draftée par le Courage de la Caroline du Nord en 2017, elle remporte la NWSL en 2018 avec le club avant de s'engager avec OL Reign en 2019. Après une saison pleine à Seattle (18 apparitions, 4 buts), elle est prêtée au Melbourne Victory, en Australie, où elle inscrit 5 buts en 13 apparitions.
En août 2020, elle est prêtée en France aux Girondins de Bordeaux pour une saison. Le 4 janvier 2021, elle est échangée par l'OL Reign à Kansas City, club qu'elle rejoint en février après son prêt à Bordeaux.
En janvier 2022, elle est recrutée par le Pride d'Orlando pour 75 000 dollars.

### Carrière internationale
Darian Jenkins a fait partie des sélections américaines des moins de 17 ans, 18 ans et 23 ans.

## Palmarès
North Carolina Courage
- NWSL : 2018
- NWSL Shield : 2017, 2018